# Bristol Type 188
Die Bristol Type 188 ist ein einsitziges zweistrahliges Flugzeug der britischen Bristol Aeroplane Company, das für die Forschung im Geschwindigkeitsbereich zwischen Mach 2 und 3 entwickelt wurde.

## Entwicklungsgeschichte
Zur Erforschung der Geschwindigkeit von über Mach 2 wurde im Dezember 1952 eine Spezifikation Experimental Requirement 134 (ER.134) herausgegeben, die ein Flugzeug forderte, das vom Boden aus selbständig starten konnte. Mit diesem Flugzeug wollte man die Aufheizung von Flugzeugen durch die hohe Luftreibung in diesem Geschwindigkeitsbereich erforschen. Sieben Hersteller beteiligten sich mit Entwürfen an dieser Ausschreibung. Am 8. Juni 1953 wurden die Armstrong Whitworth A.W.166, die English Electric P.6B und die Bristol T.188 vorausgewählt und in einer zweiten Sitzung am 28. August 1953 die A.W.166 favorisiert. Wegen der Auslastung von Armstrong-Whitworth mit dem Serienbau der Gloster Javelin ging der Entwicklungsauftrag unter der Nummer 6/Acft/10144 im Dezember 1953 an Bristol. Im März wurde mit der ER.134D die Höchstgeschwindigkeit auf Mach 2,5 festgelegt.
Die Bristol Type 188 war das erste Flugzeug des Unternehmens mit Strahlantrieb und zugleich das letzte Flugzeug in der Unternehmensgeschichte.
Drei Flugzeuge wurden wegen des Vertrages: Nr. KC/2M/04/CB.42(b) vom 4. Januar 1954 gebaut. Eine Maschine wurde im Mai 1960 für Strukturtests nach Farnborough gebracht, flog jedoch nie. Die anderen zwei Flugzeuge (c/n 13518 – XF923 und c/n 13519 – XF926) wurden für Testflüge genutzt. Drei weitere Flugzeuge wurden geplant: XK429, XK434 und XK436, jedoch später annulliert.
Der erste Roll-out der XF932 war am 16. April 1961. Der Erstflug verzögerte sich jedoch aufgrund von technischen Problemen (unter anderem an den Triebwerks-Lufteinlässen). Mit Testpilot Godfrey L. Auty am Steuer hob die Maschine XF932 dann am 14. April 1962 ab.

## Technik
Um der Hitze und den Belastungen standzuhalten, wurde die Außenhaut des Flugzeugs aus rostfreiem und hochfestem Stahl hergestellt und nicht lackiert. Bei der Bearbeitung des Stahles mit der Argonelektroschweißtechnik gab es Probleme, die beim Bau der Flugzeuge zu Verzögerungen führten. Die Firma W.G. Armstrong Whitworth Aircraft unterstützte Bristol hierbei. Der Entwurf sollte ursprünglich zwei Rolls-Royce RA.24R als Antrieb erhalten. Man entschied sich dann jedoch für zwei Bristol-Siddeley Gyron DGJ10R (Lizenzbauten des gleichnamigen Triebwerks von de Havilland) mit 44,52 kN (4540 kp) Normalschub und 62,27 kN (6350 kp) Schub mit Nachbrenner.

## Forschungsflüge
Erstmals öffentlich vorgestellt wurde die Maschine im September 1962 bei der Society of British Aircraft Companies in Farnborough, wobei sie große Aufmerksamkeit erregte und dabei den Spitznamen „Flaming Pencil“ (Flammender Bleistift) bekam.
Der Erstflug der zweiten Maschine (c/n 13519 – XF926) erfolgte am 29. April 1963.
Die Abmessungen und der hohe Treibstoffverbrauch der Triebwerke führten dazu, dass die vorgesehene Höchstgeschwindigkeit nicht erreicht wurde, da bereits 70 Prozent des Kerosins verbraucht war, bis die vorgesehene Flughöhe erreicht wurde. Es kam nur zu Flugzeiten zwischen einer halben Stunde und 48 Minuten (Flug im Unterschallbereich). Kurz vor Einstellung des Forschungsprogramms im Jahre 1964 wurde mit der XF926 eine Höchstgeschwindigkeit von Mach 1,88 in 11.000 m Höhe erreicht.

## Verbleib
Nach dem Ende der Forschungsflüge wurden beide Flugzeuge in Filton abgestellt und im April 1966 für Beschussversuche nach Shoeburyness/Essex gebracht. Während die XF923 anschließend in Foulness verschrottet wurde, ging die XF926 im September 1972 nach Cosford und ist im Aerospace Museum RAF Cosford nahe Wolverhampton zu besichtigen.

## Technische Daten
| Kenngröße             | Daten                                               |
| --------------------- | --------------------------------------------------- |
| Besatzung             | 1                                                   |
| Länge                 | 23,67 m                                             |
| Spannweite            | 10,69 m                                             |
| Höhe                  | 3,65 m                                              |
| Flügelfläche          | 36,8 m²                                             |
| Flügelstreckung       | 3,1                                                 |
| Leermasse             | 12.701 kg                                           |
| max. Startmasse       | 17,022 kg                                           |
| Höchstgeschwindigkeit | Mach 1,88 in 11.000 m                               |
| Dienstgipfelhöhe      | ? m                                                 |
| Reichweite            | ? km                                                |
| Triebwerke            | 2 × de Havilland Gyron Junior PS 50 mit Nachbrenner |